# Нідерешах
Нідерешах (нім. Niedereschach) — громада в Німеччині, знаходиться в землі Баден-Вюртемберг. Підпорядковується адміністративному округу Фрайбург. Входить до складу району Шварцвальд-Бар.
Площа — 33,07 км2. Населення становить 5969 ос. (станом на 31 грудня 2020).